# Günther Braschwitz
Heinrich Rudolf 'Günther' Braschwitz (* 4. Januar 1896 in Steglitz; † 13. April 1966 in Konstanz) war ein deutscher Polizeibeamter und SS-Führer.

## Leben und Wirken
Günther Braschwitz war der älteste Sohn des Stadtinspektors ("Magstrats-Secretair") Heinrich Ferdinand Rudolf Braschwitz Senior und seiner Ehefrau Alma Emma Auguste, geb. Scheibenhuber. Sein jüngerer Bruder war der Zahnarzt und Kriminalist Rudolf Braschwitz. Nach dem Besuch der Vorschule und des Gymnasiums, das er 1914 mit dem Notabitur verließ, nahm Günther Braschwitz ab Oktober 1914 am Weltkrieg teil. Im August 1918 geriet er in britische Kriegsgefangenschaft, aus der er im Oktober 1919 entlassen wurde.
Nach seiner Heimkehr aus der Kriegsgefangenschaft trat Braschwitz am 2. Februar 1920 in die Kriminalpolizei ein. Zuvor oder neben seiner Kriminalbeamtenausbildung studierte er zwei Semester lang Medizin, ohne einen Abschluss zu erwerben. Am 4. Januar 1922 heiratete Braschwitz Else Pfahl (* 5. Oktober 1897): Aus der Ehe gingen die Söhne Rolf (* 3. Januar 1925) und Manfred (* 5. November 1935) hervor.
In der Weimarer Republik machte Braschwitz kontinuierlich Karriere im Kriminalpolizeidienst. Politisch stand er dem Berliner Polizeivizepräsidenten Bernhard Weiß nahe, mit dem er auch privat befreundet war. Parteimäßig war er von 1921 bis 1933 in der Deutschen Demokratischen Partei (DDP) organisiert.
Kurz nach dem Machtantritt der Nationalsozialisten im Frühjahr 1933 wurde Braschwitz, wie sein jüngerer Bruder, in die Geheime Staatspolizei übernommen. In dieser übernahm er zunächst eine Führungsposition bei der Stapoleitstelle in Breslau, wo er zum Regierungs- und Kriminalrat befördert wurde.
Braschwitz beantragte am 29. Juni 1937 die Aufnahme in die NSDAP und wurde rückwirkend zum 1. Mai desselben Jahres aufgenommen (Mitgliedsnummer 4.164.438), zum 28. November 1938 wurde er Mitglied der SS (SS-Nummer 242.020).
Anfang 1942 wurde Braschwitz von der Staatspolizei in Breslau zur Kriminalpolizei zurückversetzt und zum 5. Februar 1942 mit der Leitung der Kriminalpolizei in Karlsruhe beauftragt. In dieser Eigenschaft wurde er im Januar 1944 im Polizeidienst zum Oberregierungs- und Kriminalrat und im Juni 1944 zum SS-Obersturmbannführer befördert.
Seine letzte Dienststellung erhielt Braschwitz, der auch Inhaber des SS-Julleuchters war, mit der Ernennung zum Leiter der Kriminalpolizeistelle in Stettin.

## Beförderungen
- 1. September 1939: SS-Hauptsturmführer
- 1. Oktober 1940: SS-Sturmbannführer
- 14. Januar 1944: Oberregierungs- und Kriminalrat
- 21. Juni 1944: SS-Obersturmbannführer